# 姚勇儿
姚勇儿（？—），男，祖籍浙江慈溪，生于上海，中国滑稽戏演员。滑稽戏泰斗姚慕双的次子。

## 生平
生于上海，祖籍浙江慈溪。生于演艺世家，是滑稽戏泰斗姚慕双次子，兄姚祺儿也是上海知名滑稽戏演员，叔周柏春亦为滑稽戏泰斗。家族中有姐姚玉儿、堂姐周伟儿（周柏春之女）均为知名女艺人。
早年获家学熏陶，以说段子知名。后出演《滑稽王小毛》，成功扮演王小毛，轰动上海演艺界。曾多次在上海兰心大戏院、上海逸夫舞台等知名剧院上演。又以《上海爷叔讲上海》演绎老上海文化而知名当代演艺界。

## 荣誉
- 上海市文联首届文学艺术奖[4]。